# Schlossberg (Baden)
Der Schlossberg ist ein markanter Hügel in Baden im Kanton Aargau. Er ist 457 m hoch und erhebt sich rund 80 Höhenmeter über der Badener Altstadt. Der Schlossberg bildet das östliche Ende eines Höhenzugs zwischen Limmattal und Reusstal, der seine Fortsetzung im 539 m hohen Hundsbuck und der Müseren-Hochebene findet. Geologisch gehört er zum Faltenjura, am Übergang zum Mittelland. Benannt ist der Schlossberg nach der Ruine Stein.

## Oberirdische Bauwerke
Zuoberst auf der felsigen Grat des Schlossbergs steht die Ruine Stein, der Überrest einer mittelalterlichen Höhenburg. Sie entstand um das Jahr 1000, wahrscheinlich auf Befehl der Grafen von Nellenburg, den damaligen Herrschern des Zürichgaus. Danach war sie im Besitz der Lenzburger, der Kyburger und der Habsburger. Letztere nutzten die Burg als zentrales Archiv und Verwaltungssitz der österreichischen Vorlande. Kurz nach der Eroberung des Aargaus durch die Eidgenossen wurde sie im Mai 1415 geschleift; erhalten blieb nur die angrenzende St.-Nikolaus-Kapelle. Unterstützt durch die katholischen Orte der Eidgenossenschaft baute die Stadt Baden die Burg nach dem Ersten Villmergerkrieg von 1656 als Festung wieder auf. Sie war bereits bei ihrer Fertigstellung um 1670 technisch veraltet und wurde 1712 nach dem Zweiten Villmergerkrieg von den reformierten Orten ebenfalls geschleift. Ein Teil der Stadtmauer ist erhalten geblieben und führt hinunter zum Stadtturm.
Erreichbar ist die Ruine Stein von Westen her über einen Fussweg zur Rütistrasse. Diese zieht sich in zwei Serpentinen den Nordhang des Schlossbergs hinauf und führt zum Allmendquartier. Von der östlich gelegenen Altstadt kann der Gipfel des Schlossbergs über die Niklausstiege erreicht werden, einem schmalen Weg mit mehreren Treppenabschnitten.

## Tunnelbauten
Durch den Schlossberg führen zwei Tunnel, der 80 m lange Schlossbergtunnel und der 988 m lange Kreuzlibergtunnel. Ersterer ist ein Strassentunnel zwischen dem Schulhausplatz südlich des Schlossbergs und den nördlichen Stadtteilen von Baden. Durch ihn führt die Hauptstrasse 3, gleichzeitig entlastet er die Altstadt vom Durchgangsverkehr. Der Schlossbergtunnel entstand ab 1846 als Teil der Bahnstrecke Zürich–Baden der Schweizerischen Nordbahn. Nach rund einem Jahr Bauzeit (es kamen vor allem Häftlinge unter miserablen Arbeitsbedingungen zum Einsatz) wurde der Schlossbergtunnel am 7. August 1847 eröffnet. Er war somit der erste Eisenbahntunnel der Schweiz.
Vor beiden Tunnelportalen befanden sich höhengleiche Bahnübergänge, was ab den 1950er Jahren den stark wachsenden motorisierten Individualverkehr massiv behinderte. So waren die Schranken wegen der täglich 230 Züge jeweils über fünf Stunden lang geschlossen. Eine vom Stadtrat eingesetzte Kommission, der auch der Verkehrsplaner Kurt Leibbrand angehörte, präsentierte 1953 einen Bericht zuhanden der Einwohnergemeinde. Die darin vorgeschlagene «Grosse Bahnverlegung» sah vor, die Bahnstrecke auf dem gesamten Stadtgebiet in den Untergrund zu verlegen. Der Neubau des Bahnhofs Baden sollte zu einem grossen Teil im Innern des Schlossbergs zu liegen kommen, der Zugang über ein neues Bahnhofsgebäude beim Gstühlplatz am Nordfuss des Schlossbergs erfolgen. Schliesslich entschied sich die Gemeindeversammlung jedoch für die «Kleine Bahnverlegung»: Der Schlossbergtunnel sollte durch den Kreuzlibergtunnel ersetzt und für den Strassenverkehr umgebaut werden. Nach vierjähriger Bauzeit wurde der Kreuzlibergtunnel am 1. Oktober 1961 eröffnet, der Umbau des Schlossbergtunnels war im Oktober 1965 abgeschlossen.

## Unvollendete Zivilschutzanlage
Unter dem Eindruck der Ereignisse des Kalten Kriegs – insbesondere des Koreakriegs, des Ungarischen Volksaufstands und der Kubakrise – gab es seitens der Stadtbehörden Anstrengungen, die anstehende Verkehrssanierung dazu zu nutzen, im Innern des Schlossbergs eine Zivilschutzanlage von gigantischen Ausmassen zu errichten. Die Gemeindeversammlung genehmigte dafür nach 1956 mehrmals grosszügige Planungskredite. Vorgesehen waren vier röhrenförmige Kavernen mit einer Länge von 40 bis 50 Metern, einer Breite von 17,5 Metern und einer Höhe von 19,5 Metern (entspricht vier Stockwerken). Über 5'000 Bewohner der Altstadt und umliegender Quartiere sollten im Falle einer Katastrophe von fünf Zugängen aus in die Anlage gelangen und dort überleben. Eine der Kavernen sollte zu einem öffentlichen Saalbau mit professioneller Veranstaltungstechnik und 735 Sitzplätzen ausgebaut werden. Geplant waren auch ein Notspital und eine Grossbäckerei.
Am 25. Juni 1964 stimmte die Gemeindeversammlung einem Baukredit von 28 Millionen Franken zu, wobei man mit Bundessubventionen von 75 % der Baukosten rechnete. 1960 hatte man an Abfahrtsrampen, Zugangsstollen und einer Heizungs- und Lüftungskaverne zu bauen begonnen. Doch bereits 1965 erlitt das Projekt Schiffbruch. Die Felsüberdeckung war zu gering, und nur mit erheblichem Mehraufwand hätte die gesetzlich vorgeschriebene Minimalhöhe von 40 Metern erfüllt werden können. Der Bund wollte angesichts der horrenden Kosten keine festen Zusagen machen, und ein Finanzierungsgesetz auf kantonaler Ebene scheiterte zweimal in einer Volksabstimmung. Darüber hinaus setzte sich eine neue Zivilschutzstrategie durch – weg von Grossanlagen und hin zu privaten Schutzräumen. Schliesslich zog der Einwohnerrat 1978, dreizehn Jahre nach dem Baustopp, einen Schlussstrich und legte das Vorhaben endgültig zu den Akten. Die Lüftungs- und Heizungsanlage wurde demontiert, ohne je in Betrieb gewesen zu sein. Insgesamt waren über sieben Millionen Franken ohne ersichtlichen Nutzen ausgegeben worden.
Die Tunnelgarage (die untere Ebene des umgebauten Schlossbergtunnels) diente ab 1966 wie vorgesehen als unterirdisches Parkhaus für rund 150 Fahrzeuge. Fussgänger und – trotz Fahrverbot – auch Radfahrer nutzten den Durchgang als rasche Verbindung zwischen dem Schulhausplatz und dem Bahnhof. Mehrmals dienten die verwinkelten und unverputzten Stollen als Konzert- und Partylokal, beispielsweise während der Badenfahrt. Verschiedene Künstler nutzten die besonderen akustischen Verhältnisse für Klanginstallationen. Seit 2015 wird der Schlossbergtunnel saniert, ebenso die seit Februar 2016 komplett gesperrte Tunnelgarage. Letztere wurde am 29. April 2019 wiedereröffnet und dient seither als Bustunnel für stadtauswärts verkehrende Postautos und RVBW-Busse.